# Демиденко Вадим Леонідович
Вади́м Леоні́дович Демиде́нко (1972—2014) — капітан Збройних сил України, учасник російсько-української війни.

## Короткий життєпис
Народився 1972 року в місті Улан-Батор (Монголія) у сім'ї військовослужбовця. Від 1974 року разом з батьками проживав в місті Чугуїв; навчався в загальноосвітній школі № 8 та Клугино-Башкирівській середній школі. Проходив строкову службу, потім залишився на надстрокову службу. 1995 року закінчив Харківське вище військове училище Національної гвардії України. Батько Леонід Федорович помер 2008 року.
Брав участь у миротворчій місії в Іраку. Начальник штабу батальйону, 92-га окрема механізована бригада.
Брав участь у АТО. 14 вересня 2014-го загинув в Луганській області від вибуху пристрою-«розтяжки» під час перевірки лісосмуги. Тоді ж загинув капітан Іван Антошин.
Похований в селі Клугино-Башкирівка, Чугуївський район.
Без Вадима лишились мама Любов Григорівна, брат Ігор Леонідович, дружина Інна Анатоліївна, син Максим 1994 р.н.

## Нагороди і вшанування
- Орден Богдана Хмельницького III ст. (23 травня 2015, посмертно) — за особисту мужність і високий професіоналізм, виявлені у захисті державного суверенітету та територіальної цілісності України, вірність військовій присязі[1]
- Відзнаки Міністерства оборони України — медалі «10 років Збройним Силам України», «15 років Збройним Силам України», «За сумлінну службу» I, II та III ст.; пам'ятний нагрудний знак «Воїн-миротворець».
- Його портрет розміщений на меморіалі «Стіна пам'яті полеглих за Україну» у Києві: секція 4, ряд 5, місце 27
- Вшановується в меморіальному комплексі «Зала пам'яті», в щоденному ранковому церемоніалі 14 вересня[2]